# Aeródromo de Laurel
El aeródromo de Laurel (OACI: MRLE) es un aeródromo público costarricense que sirve al pueblo de Laurel en la provincia de Puntarenas. El aeródromo está ubicado en la zona sur del pueblo entre plantaciones de palma aceitera y cerca de la frontera con Panamá.

## Instalaciones
El aeródromo no cuenta con instalaciones propias para pasajeros. Sin embargo, el centro del pueblo de Laurel se encuentra a 5 minutos caminando del aeródromo. El pueblo tiene varios restaurantes, lugares de alojamiento, farmacias y taxis.
Cerca de la pista de aterrizaje, hay hangares que proveen servicio a aeronaves de aplicación aérea de plaguicidas y a aeronaves ultraligeros.
La pista de aterrizaje mide 765 metros de longitud y está ubicada en el lateral suroeste del pueblo. La baliza no direccional de Coto (Ident: COT) está localizada a 19 kilómetros al norte-noroeste del aeródromo. El VOR-DME de David (Ident: DAV) está localizado a 52 kilómetros al este del aeródromo.